# Gijsbert Lovendaal
Gijsbertus Wilhelmus Lovendaal (Nijmegen, 11 februari 1847 - Grave, 18 januari 1939) was een Nederlandse onderwijzer, tekstdichter en kinderdichter.

## Levensloop
Deze dichter was eerst voorbestemd te worden opgeleid tot priester, en bezocht daartoe het college der Dominicanen in zijn geboorteplaats. Daar leerde hij oude en nieuwe letterkunde kennen. Vondel en Vergilius waren zijn grote voorbeelden. Op 18-jarige leeftijd koos hij voor een loopbaan als onderwijzer. G.W. Lovendaal werkte en woonde het grootste deel van zijn leven in Grave. In 1865 werd hij onderwijzer aan de openbare lagere school in Bemmel, in 1876 schoolhoofd in Cuijk. Hij was leraar Nederlands en tekenen aan de Rijksnormaalschool in Grave van 1880 tot aan de opheffing van de school in 1914. Van 1883 tot 1930 was hij tevens directeur van de gemeentelijke Tekenschool.
Lovendaals literaire werk bestaat geheel uit poëzie en liedteksten. Hij debuteerde in 1879 met een bundel kinderliederen, Lentedagen. Een jaar later verscheen een bundel minnedichten voor volwassenen, Lied der liefde. Hij bleef tot op hoge leeftijd publiceren, maar wel met grote tussenpozen, zodat zijn oeuvre uiteindelijk toch niet erg omvangrijk is.

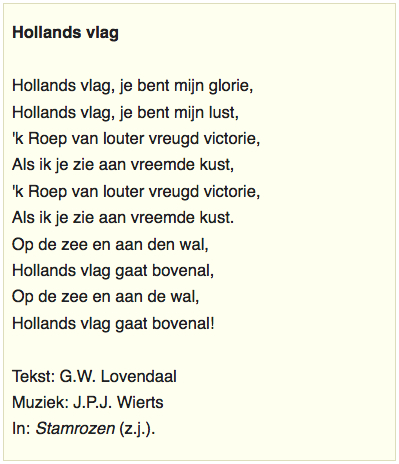
De eerste van 4 strofen. Tekst en muziek naar de liedbundel Kun je nog zingen. Muziek afspelen (midi, 34 sec.):
Bestand:Lovendaal-Wierts-hollands-vlag-glorie-muziek.mid

Lovendaal was een dichter voor een breed publiek. Zijn poëzie staat in de traditie van dichters als Jacob van Lennep en Nicolaas Beets. Dat geldt zeker voor twee bundels volksliedjes: Licht geluid (1910) en Frissche wind (1921). Ze bieden de ernst en luim van de negentiende-eeuwse poëzie, de lach en de traan van het levenslied. Veel van deze liedjes zijn op muziek gezet door bekende componisten, zoals Johannes Worp, J.P.J. Wierts en Bernard Zweers.
Verscheidene van zijn liedjes werden opgenomen in de bekende populaire liedbundel Kun je nog zingen, zing dan mee. Het bekendste is wel Hollands vlag (getoonzet door J.P.J. Wierts):
Hollands vlag, je bent mijn glorie,
Hollands vlag, je bent mijn lust,
'k Roep van louter vreugd victorie,
Als ik je zie aan vreemde kust.
Maar ook de liedjes 'Daar klingelt een klokje met zilveren klank, het nodigt zoo vriend'lijk tot rust en tot dank' (getoonzet door Hendrik C. van Oort) en 'Spinnewieltje snorre, snorre rira rira ras' (getoonzet door Jos. Reckers) zijn opgenomen in deze liedbundel.
Als dichter kreeg Lovendaal landelijk veel erkenning, die zelfs een koninklijk randje kreeg: op Koninginnedag 1926 werd hij benoemd tot ridder in de orde van Oranje-Nassau.
Hoe ouder hij zelf werd, hoe jeugdiger zijn gedichten. Zijn laatste kinderverzen behoren tot de 'jongste' en de meest speelse die hij geschreven heeft. Bij zijn overlijden in 1939 besteedden ook de landelijke dagbladen daar aandacht aan. De Nieuwe Rotterdamsche Courant van 18 januari 1939 schreef over hem: 'Men kan zijn werk niet tot de "groote" kunst rekenen, maar zijn gedichten spreken tot het hart van de menschen.'

## Bron
- G.W. Lovendaal (1847-1939),  door Jan Timmermans, 2007, uitgever: Grave, Stichting "Graeft Voort", in de reeks: Museumbrochure nr. 6
  - omslagtitel: "Gedichten en verzen door G.W. Lovendaal", 2 delen: 36 en 39 blz. formaat: 21 cm, 2e deel met litteratuur opgave,  Aanvraagnummer KB: 2323378, alleen ter inzage in de KB
- Hoogbejaarde Kinderdichter, G.W. Lovendaal (1847-1939) (Brabants Historisch Informatie Centrum)
- Nieuw Letterkundig Magazijn. Jaargang 15(1997)

- Biografisch Portaal: 77284774
- Digitale Bibliotheek voor de Nederlandse Letteren: love003
- International Standard Name Identifier: 0000 0003 9519 6001
- MusicBrainz: 67953cbb-e288-4d77-bc7e-48fdf2d3f2a7
- Nederlandse Thesaurus van Auteursnamen: 071585605
- Virtual International Authority File: 289831752
- WorldCat: E39PBJt8fdj9RxkywctvDFqYT3